# Parábola del sembrador

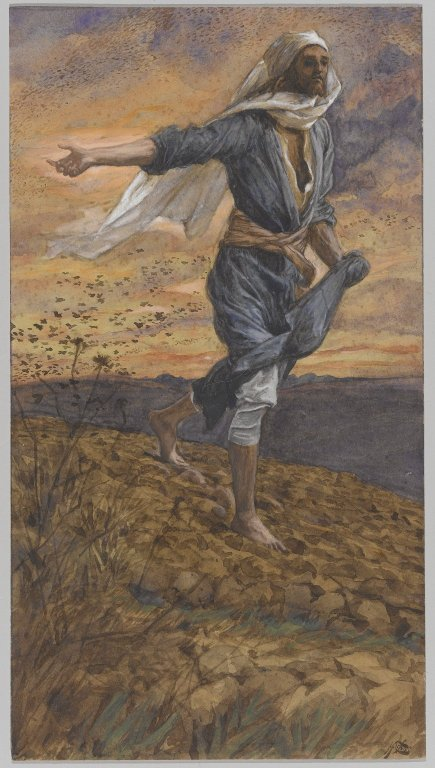
El Sembrador, de James Tissot, pintado entre 1886 y 1894. Actualmente se encuentra en el Museo Brooklyn

La parábola del sembrador es una de las parábolas de Jesús. Se encuentra en los tres evangelios sinópticos (Mateo 13:2-9, Marcos 4:1-9 y Lucas 8:4-8) y en el evangelio apócrifo de Tomás (9). 
La parábola narra como un sembrador esparce la semilla. Esta cae en distintos terrenos, en función de los cuales morirá o dará fruto. Concluye con una llamada a la escucha. Los evangelios canónicos incluyen también una explicación de la parábola dada por el mismo Jesús a sus discípulos.

## Texto de la parábola con su interpretación
Se ofrece a continuación el texto de la parábola según la versión de Marcos. Asimismo, se incluye la explicación que Jesús ofrece de la misma. Esta solo se encuentra en las versiones canónicas (Mateo 13:18-23, Marcos 4:14-20 y Lucas 8:11-15).
- Según  san Mateo:

—Salió el sembrador a sembrar. Y al echar la semilla, parte cayó junto al camino y vinieron los pájaros y se la comieron. Otra parte cayó en terreno pedregoso, donde no había mucha tierra y brotó pronto por no ser hondo el suelo; pero al salir el sol, se agostó y se secó porque no tenía raíz. Otra parte cayó entre espinos; crecieron los espinos y la ahogaron. Otra, en cambio, cayó en buena tierra y comenzó a dar fruto, una parte el ciento, otra el sesenta y otra el treinta. El que tenga oídos, que oiga. Los discípulos se acercaron a decirle: —¿Por qué les hablas con parábolas? »Escuchad, pues, vosotros la parábola del sembrador. A todo el que oye la palabra del Reino y no entiende, viene el Maligno y arrebata lo sembrado en su corazón: esto es lo sembrado junto al camino. Lo sembrado sobre terreno pedregoso es el que oye la palabra, y al momento la recibe con alegría; pero no tiene en sí raíz, sino que es inconstante y, al venir una tribulación o persecución por causa de la palabra, enseguida tropieza y cae. Lo sembrado entre espinos es el que oye la palabra, pero las preocupaciones de este mundo y la seducción de las riquezas ahogan la palabra y queda estéril. Y lo sembrado en buena tierra es el que oye la palabra y la entiende, y fructifica y produce el ciento, o el sesenta, o el treinta.

- Según  san Marcos

—Escuchad: salió el sembrador a sembrar. Y ocurrió que, al echar la semilla, parte cayó junto al camino, y vinieron los pájaros y se la comieron. Parte cayó en terreno pedregoso, donde no había mucha tierra, y brotó pronto, por no ser hondo el suelo; pero cuando salió el sol se agostó, y se secó porque no tenía raíz. Otra parte cayó entre espinos; crecieron los espinos espinos y la ahogaron, y no dio fruto. Y otra cayó en tierra buena, y comenzó a dar fruto: crecía y se desarrollaba; y producía el treinta por uno, el sesenta por uno y el ciento por uno. Y decía: —El que tenga oídos para oír, que oiga. Y cuando se quedó solo, los que le acompañaban junto con los doce le preguntaron por el significado de las parábolas. Y les decía: —A vosotros se os ha concedido el misterio del Reino de Dios; en cambio, a los de fuera todo les llega con parábolas, de modo que los que miran miren y no vean, y los que oyen oigan pero no entiendan, no sea que se conviertan y se les perdone. Y les dice: —¿No entendéis esta parábola? ¿Y cómo podréis entender las demás parábolas? El que siembra, siembra la palabra. Los que están junto al camino donde se siembra la palabra son aquellos que, en cuanto la oyen, al instante viene Satanás y se lleva la palabra sembrada en ellos. Los que reciben la semilla sobre terreno pedregoso son aquellos que, cuando oyen la palabra, al momento la reciben con alegría, pero no tienen en sí raíz, sino que son inconstantes; y después, al venir una tribulación o persecución por causa de la palabra, enseguida tropiezan y caen. Hay otros que reciben la semilla entre espinos: son aquellos que han oído la palabra, pero las preocupaciones de este mundo, la seducción de las riquezas y los apetitos de las demás cosas les asedian, ahogan la palabra y queda estéril. Y los que han recibido la semilla sobre la tierra buena son aquellos que oyen la palabra, la reciben y dan fruto: el treinta por uno, el sesenta por uno y el ciento por uno.

- Según  san Lucas

Reuniéndose una gran muchedumbre que de todas las ciudades acudía a él, dijo esta parábola: —Salió el sembrador a sembrar su semilla; y al echar la semilla, parte cayó junto al camino, y fue pisoteada y se la comieron las aves del cielo. Parte cayó sobre piedras, y cuando nació se secó por falta de humedad. Otra parte cayó en medio de las espinas, y habiendo crecido con ella las espinas la ahogaron. Y otra cayó en la tierra buena, y cuando nació dio fruto al ciento por uno. Dicho esto, exclamó: —El que tenga oídos para oír, que oiga. Entonces sus discípulos le preguntaron qué significaba esta parábola. Él les dijo: —A vosotros se os ha concedido el conocer los misterios del Reino de Dios, pero a los demás, sólo a través de parábolas, de modo que viendo no vean y oyendo no entiendan.» El sentido de la parábola es éste: la semilla es la palabra de Dios. Los que están junto al camino son aquellos que han oído; pero viene luego el diablo y se lleva la palabra de su corazón, no sea que creyendo se salven. Los que están sobre piedras son aquellos que, cuando oyen, reciben la palabra con alegría, pero no tienen raíz; éstos creen durante algún tiempo, pero a la hora de la tentación se vuelven atrás. Lo que cayó entre espinos son los que oyeron, pero en su caminar se ahogan a causa de las preocupaciones, riquezas y placeres de la vida y no llegan a dar fruto. Y lo que cayó en tierra buena son los que oyen la palabra con un corazón bueno y generoso, la conservan y dan fruto mediante la perseverancia.

- Según Evangelio de Marcos, versión de la Biblia Dios habla hoy, 3ª edición:

2 Entonces se puso a enseñarles muchas cosas por medio de parábolas. En su enseñanza les decía: 3 «Oigan esto: Un sembrador salió a sembrar. 4 Y al sembrar, una parte de la semilla cayó en el camino, y llegaron las aves y se la comieron. 5 Otra parte cayó entre las piedras, donde no había mucha tierra; esa semilla brotó pronto, porque la tierra no era muy honda; 6 pero el sol, al salir, la quemó, y como no tenía raíz, se secó. 7 Otra parte de la semilla cayó entre espinos, y los espinos crecieron y la ahogaron, de modo que la semilla no dio grano. 8 Pero otra parte cayó en buena tierra, y creció, dando una buena cosecha; algunas espigas dieron treinta granos por semilla, otras sesenta granos, y otras cien.» 9 Y añadió Jesús: «Los que tienen oídos, oigan» (Mc 4:2-9).

- Según Evangelio de Marcos, versión de la Biblia Dios habla hoy, 3ª edición:

14 El que siembra la semilla representa al que anuncia el mensaje. 15 Hay quienes son como la semilla que cayó en el camino: oyen el mensaje, pero después de oírlo viene Satanás y les quita el mensaje sembrado en su corazón. 16 Otros son como la semilla sembrada entre las piedras: oyen el mensaje y lo reciben con gusto, 17 pero como no tienen suficiente raíz, no se mantienen firmes; por eso, cuando por causa del mensaje sufren pruebas o persecución, pierden la fe. 18 Otros son como la semilla sembrada entre espinos: oyen el mensaje, 19 pero los negocios de la vida presente les preocupan demasiado, el amor por las riquezas los engaña, y quisieran poseer todas las cosas. Todo esto entra en ellos, y ahoga el mensaje y no lo deja dar fruto. 20 Pero hay otros que oyen el mensaje y lo aceptan, y dan una buena cosecha, como la semilla sembrada en buena tierra. De ésos, algunos rinden treinta, otros sesenta, y otros ciento por uno (Mc 4:14-20).

Cabe destacar alguna diferencia entre las versiones. En primer lugar, el evangelio de Tomás no aporta ningún contexto narrativo para la parábola, mientras que los evangelios canónicos ofrecen una pequeña introducción narrativa. En cuanto a la interpretación, en los textos de Marcos y Mateo parece que la semilla representa a los oyentes de la Palabra de Dios. Por su parte, Lucas comienza identificando la semilla con la Palabra de Dios, aunque luego parece coincidir con Mc y Mt.

## Interpretación de la Iglesia católica
La parábola es la más larga del discurso y está recogida en los tres evangelios sinópticos y es el ejemplo de las «parábolas del Reino». El mensaje de Jesús puede compendiarse así: hay que guardar dos aspectos: la libertad de Dios al dar la gracia y la libertad del hombre al corresponder a ella. Los discípulos no entendieron al principio la parábola. Jesús tuvo la paciencia para enseñarles poco a poco. Tras la explicación se aclara totalmente la parábola. La palabra de Jesús necesita la buena acogida de los hombres. Hay quienes la oyen sin entenderla: son sordos a Dios. Otros son débiles y poco constantes, como las muchedumbres que le oyeron y obtuvieron beneficios de sus milagros. Otros fallaron, pero no por debilidad, sino porque la palabra del Señor solo puede echar raíces en una vida recta. Pero la palabra de Dios es más poderosa que las disposiciones de los hombres, y cuando es enviada a la tierra es fecunda siempre. La palabra de Jesús puede fructificar en mayor o menor medida ya que los hombres no son iguales, pero siempre es eficaz: «Cuando esta palabra es proclamada, la voz del predicador resuena exteriormente, pero su fuerza es percibida interiormente y hace revivir a los mismos muertos: su sonido engendra para la fe nuevos hijos de Abrahán. Es, pues, viva esta palabra en el corazón del Padre, viva en los labios del predicador, viva en el corazón del que cree y ama. Y, si de tal manera es viva, es también, sin duda, eficaz» 

## Autenticidad de la parábola según la crítica textual
El Jesus Seminar ha catalogado las versiones de Mt, Mc y Tm de esta parábola dentro de su «lista rosa». Esto quiere decir que Jesús probablemente dijo algo semejante a la parábola.
Por su parte, el exegeta y sacerdote católico John P. Meier considera que esta parábola no cumple los criterios establecidos para ser atribuida al Jesús histórico.

## Otra bibliografía
- John J. Kilgallen: Un breve comenterio sobre el Evangelio de Marcos, Paulist Press, 1989. ISBN 0-8091-3059-9
- Bruce R. McConkie: Comentario sobre la doctrina del Nuevo Testamento, Vol. I:289.
- James E. Talmage: Jesús el Cristo, pg. 263-266

- Datos: Q1258090
- Multimedia: Parable of the Sower / Q1258090